# Leksikografi
Leksikografi betyder fremstilling af ordbøger. Det er også den videnskabelige disciplin, der beskæftiger sig med ordbøger i bred betydning: teoretisk, videnskabeligt og praktisk.

## Praktisk og teoretisk leksikografi
- Den praktiske leksikografi resulterer i udarbejdelsen af konkrete ordbøger. Den teoretiske og den praktiske leksikografi hænger dog nøje sammen, da man som ordbogsforfatter (leksikograf) skal have et solidt teoretisk grundlag for at kunne lave en god ordbog.

- Den teoretiske leksikografi. Metaleksikografien stammer fra den tyske lingvist Herbert Ernst Wiegand). Den bygger på videnskabelige arbejder med artikler og afhandlinger om de teoretiske principper for fremstilling af ordbøger. Og leksikografisk forskning og anmeldelser af ordbøger og anden ordbogskritik.

## Teoretiske underinddelinger
Den teoretiske leksikografi kan  inddeles i tre områder:
1. Brugerforskningen fokuserer på teorier og metoder til undersøgelse af, hvordan brugerne anvender ordbøger for derved at kunne opstille teorier og principper for udarbejdelse af bedre ordbøger.
2. Ordbogskritikken fokuserer på udarbejdelse af konkrete bedømmelser af ordbøger og udarbejdelse af teorier og metoder til anmeldelse af ordbøger.
3. Den systematiske ordbogsforskning fokuserer på udviklingen af nye teorier eller forbedringer af eksisterende teorier med henblik på udarbejdelsen af nye og bedre ordbøger.

Der findes andre inddelingskriterier for leksikografien. De kan inddeles efter antallet af sprog: monolingval leksikografi fokuserer på monolingvale ordbøger og bilingval leksikografi fokuserer på bilingvale ordbøger. Der kan også fokuseres på genstandsområde og skelne mellem almensproglig leksikografi og fagsproglig leksikografi eller fagleksikografi), eller mere specifikt fx juridisk leksikografi.

## Leksikografi i Danmark
I Danmark foregår teoretisk og praktisk leksikografi på en række forskningsinstitutioner samt ved enkelte forlag. Blandt forskningsinstitutionerne er Center for Leksikografi, Handelshøjskolen i Århus. Centret driver forskning i leksikografi og udgiver videnskabelige værker om leksikografi. Desuden udgiver centret i samarbejde med forlag ordbøger, både trykte og elektroniske. Center for Leksikografi står også bag Den Danske Netordbog.

## Relevant litteratur
- Bo Svensén: Handbok i lexikografi. Ordböker och ordboksarbete i teori och praktik. Norstedts Akademiska Förlag 2004.
- Henning Bergenholtz og Sven Tarp (red.): Manual i fagleksikografi. Systime 1994.
- Sandro Nielsen: "Anmeldelse af ordbøger". I: LexicoNordica 10-2003, 27-44.
- Sandro Nielsen: "Overvejelser angående det leksikografiske grundlag for en elektronisk bilingval regnskabsordbog", LexicoNordica 9-2002, 173-194.
- Loránd-Levente Pálfi: "Hvad er leksikografi?". I: Referencen, årg. 37, nr. 1, 2007, 23-29.

## Internetordbøger
- Danmarks største online ordbog
- Den Danske Netordbog Arkiveret 3. august 2004 hos  Wayback Machine
- Den Danske Ordbog
- Ordbog over det danske Sprog
- Den Danske Regnskabsordbog Arkiveret 22. april 2004 hos  Wayback Machine
- Den Dansk-Engelske Regnskabsordbog Arkiveret 20. maj 2004 hos  Wayback Machine
- Den Danske Idiomordbog Arkiveret 15. april 2007 hos  Wayback Machine
- Dansk-Engelsk Juridisk Ordbog Arkiveret 7. juni 2004 hos  Wayback Machine
- IT-leksikon
- Moths Ordbog,  mothsordbog.dk